# El jacobino
El jacobino (en checo, Jakobín) es una ópera en tres actos por Antonín Dvořák con un libreto original en checo obra de Marie Červinková-Riegrová. Červinková-Riegrová cogió algunos de los personajes de la historia de Alois Jirásek, «En la corte ducal», pero desarrolló su propia trama alrededor de ellos. La primera representación tuvo lugar en el Teatro Nacional de Praga, 1889. Červinková-Riegrová revisó el libreto, con permiso de Dvořák, en 1894, especialmente el último acto. El propio Dvořák revisó la música en 1897. El compositor sentía gran afecto por el tema de la ópera, puesto que el personaje central es un maestro de música, y Dvořák estaba pensando en su propio maestro Antonin Liehmann, quien tenía una hija llamada Terinka, el nombre de uno de los personajes de la ópera.
John Clapham ha discutido brevemente la presencia del estilo musical checo en la ópera. H.C. Colles ha descrito esta ópera como «la más sutil e íntima de sus óperas campesinas», y observa «´cuán claramente sus escenas se toman de la vida».
Esta obra rara vez se representa en la actualidad; en las estadísticas de Operabase aparece con sólo 5 representaciones en el período 2005-2010.

## Personajes
| Personaje                                         | Tesitura  | Elenco del estreno, 12 de febrero de 1889 (Director: - ) |
| ------------------------------------------------- | --------- | -------------------------------------------------------- |
| Conde Vilém de Harasov                            | bajo      | Karel Cech                                               |
| Bohuš, su hijo                                    | barítono  | Bohumil Benoni                                           |
| Julie, esposa de Bohuš                            | soprano   | Berta Foersterová-Lautererová                            |
| Benda, el maestro de escuela y de coro            | tenor     | Adolf Krössing                                           |
| Terinka, su hija                                  | soprano   | Johanna "Hana" Cavallerová-Weisová                       |
| Jiří, un joven guardabosque                       | tenor     | Karel Veselÿ                                             |
| Filip, burgrave del conde (jefe del estado mayor) | bajo      | Vilém Heš                                                |
| Adolf, el sobrino del conde                       | barítono  | Václav Viktorin                                          |
| Lotinka, vieja ama de llaves del castillo         | contralto | Ema Maislerová-Saková                                    |

## Grabaciones
- Supraphon 11 2190-2 612: Karel Průša, Karel Berman, Ivana Mixová, Vilém Přibyl, Beno Blachut, Václav Zítek, René Tuček, Daniela Šounová-Brouková, Marcela Machotková; coro mixto Kühn; Coro de niños de la Orquesta Filarmónica de Brno-Kantilena; Orquesta Filarmónica de Brno; Jiří Pinkas, director